# إلين مونتالبا
إلين مونتالبا (بالإنجليزية: Ellen Montalba)‏ (1842 في إنجلترا - 1902 في البندقية) رسامة من المملكة المتحدة لبريطانيا العظمى وأيرلندا.